# NGC 1807
NGC 1807 is een open sterrenhoop in het sterrenbeeld Stier. Het hemelobject werd op 25 januari 1832 ontdekt door de Britse astronoom John Herschel.
NGC 1807 bevindt zich net ten westzuidwesten van de open sterrenhoop NGC 1817.

## Synoniemen
- OCL 462